# To Have and Have Not (roman)
To Have and Have Not is een roman van Ernest Hemingway uit 1937 over Harry Morgan, een vissersbootskapitein die mensen en waren smokkelt tussen Cuba en Florida (Key West). De roman toont Harry als een in wezen goede man die om zijn gezin te laten overleven tot zwarte marktactiviteiten wordt gedwongen door economische omstandigheden waar hij geen vat op heeft.
Morgans avonturen leiden hem naar de wereld van de rijken en betrekken hem in een vreemde en onwaarschijnlijke liefdesrelatie. Hij is geen immorele man, maar hij is bereid om compromissen te sluiten om zijn belangrijkste doel te bereiken: kleding en voeding voor zijn vrouw en drie dochters. Hij begint met vistochten voor rijken, waagt zich vervolgens aan dranksmokkel en overzetten van illegale immigranten, en wordt uiteindelijk gedwongen zijn vissersboot te gebruiken om gangsters te helpen ontsnappen. Hij is een van de "have nots" en sympathiseert met de andere "have nots", maar hij leeft van de 'haves'. 